# Bad Hall
Bad Hall osztrák város Felső-Ausztria Steyrvidéki járásában. 2019 januárjában 5375 lakosa volt. Bad Hall magas jódtartalmú gyógyfürdőiről ismert. 

## Elhelyezkedése

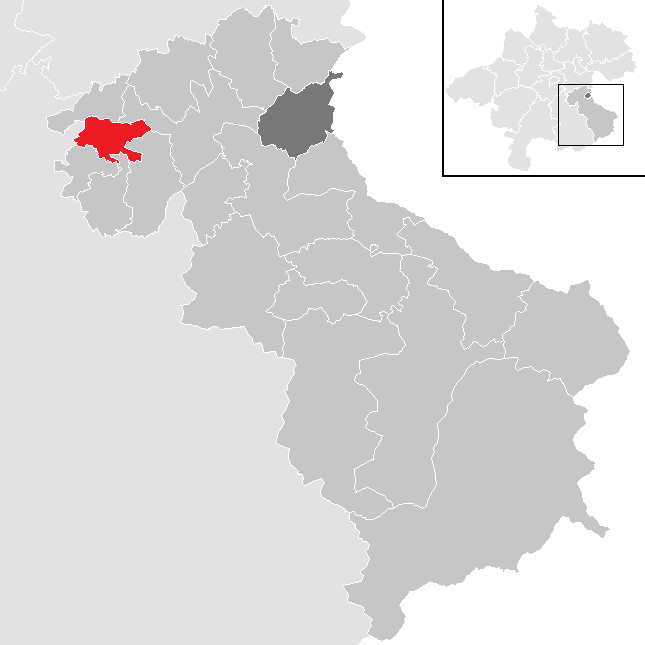
Bad Hall a Steyrkörnyéki járásban

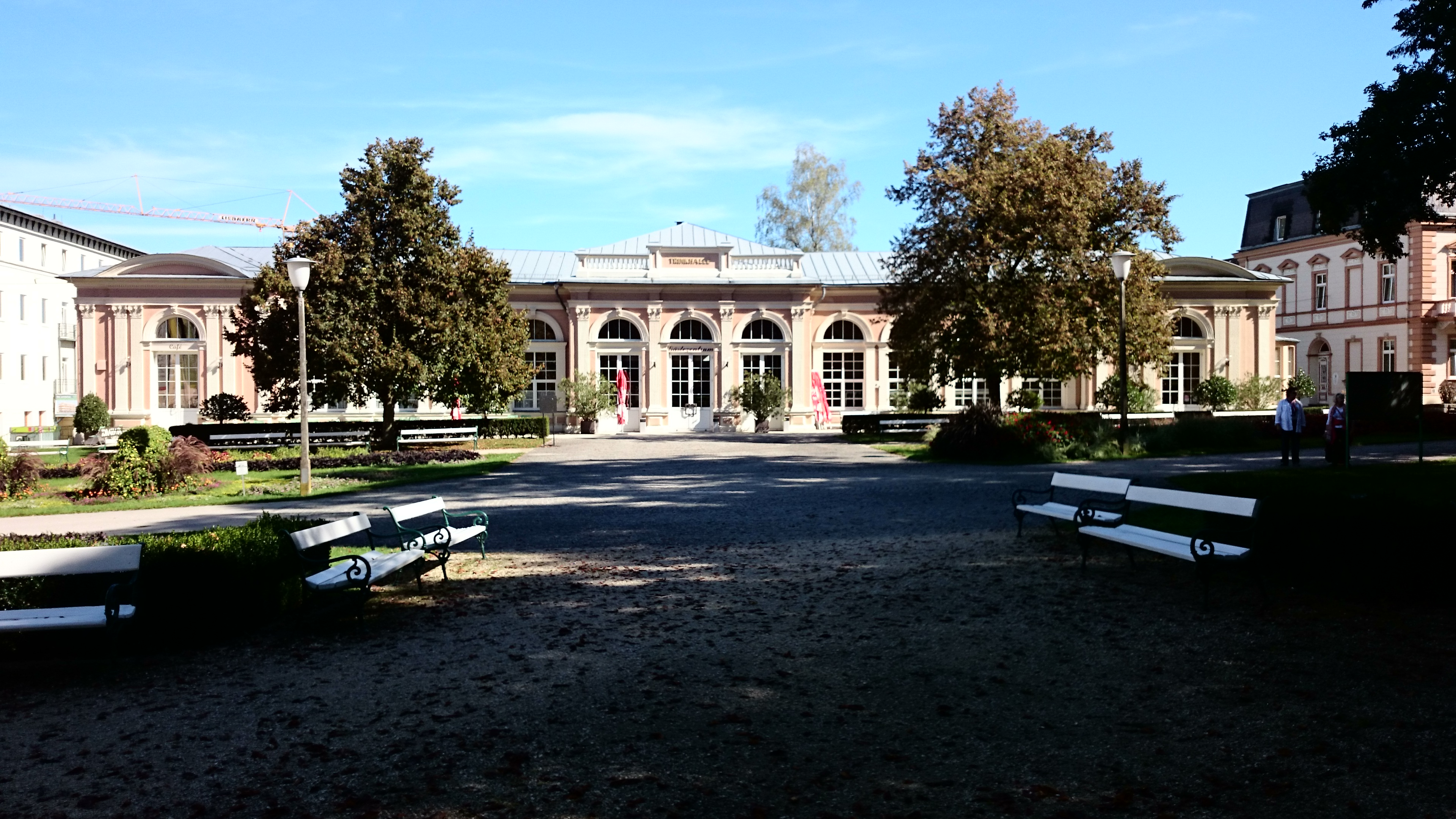
A Trinkhalle

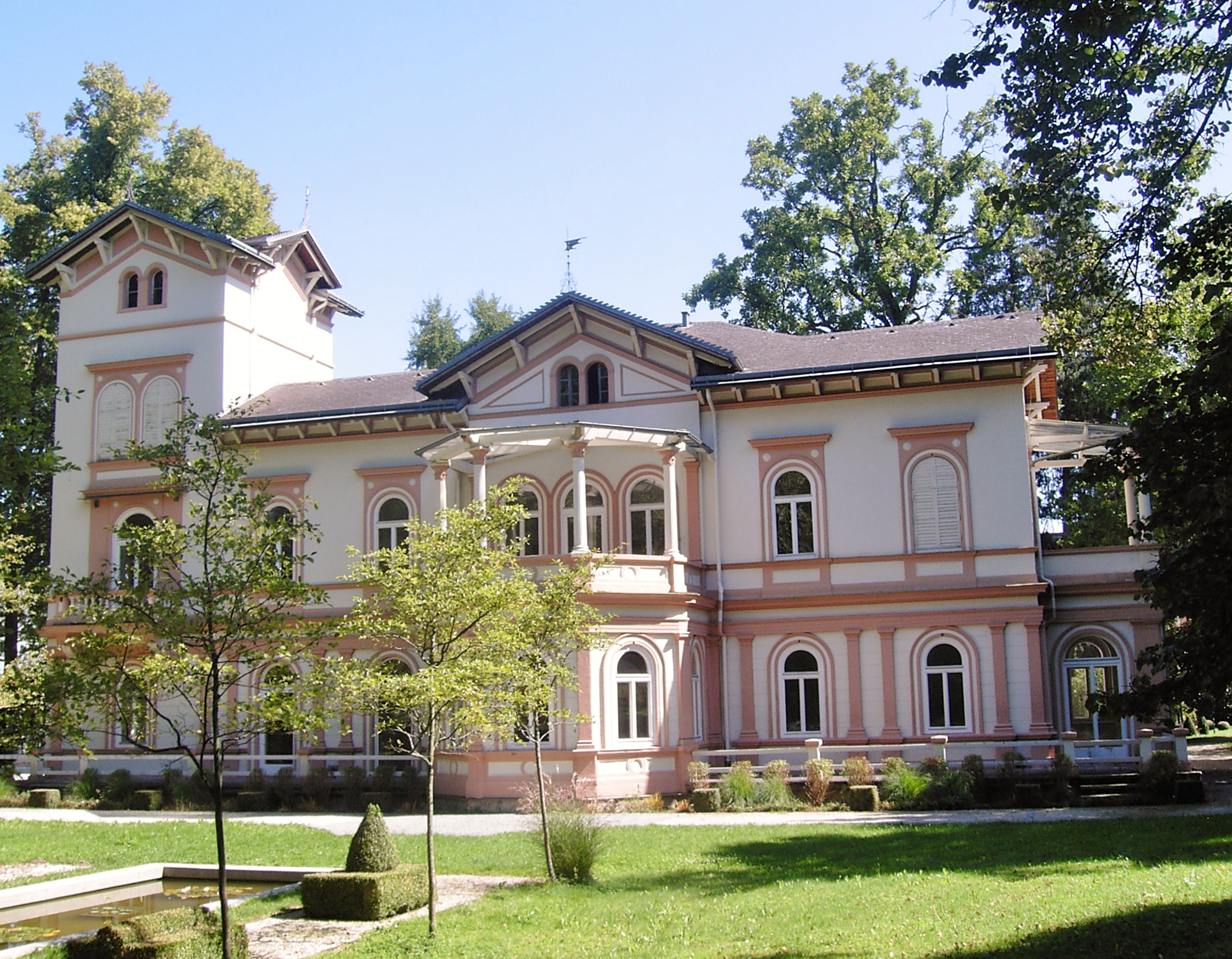
A Villa Rabl

Bad Hall a tartomány Traunviertel régiójában fekszik, a Haller Bach és a Sulzbach folyók mentén. Területének 6,8%-a erdő, 74,4% áll mezőgazdasági művelés alatt. Az önkormányzat 5 településrészt és falut egyesít: Bad Hall, Furtberg, Haid, Hehenberg és Kleinmengersdorf. 
A környező önkormányzatok: északra Rohr im Kremstal, északkeletre Sierning, délkeletre Waldneukirchen, délre Adlwang, délnyugatra Pfarrkirchen bei Bad Hall, nyugatra Kremsmünster.

## Története
A Sulzbach völgyének sós forrásait már a kelták is kihasználták, sót termeltek ki belőlük. A kremsmünsteri apátság 777-ből származó alapítólevele három ottlakó sófőzőt említ. Idővel jelentős település alakult ki a helyszínen, amely 1287-ben mezővárosi jogokat szerzett. 
A közeli Steyrhez hasonlóan jelentős jövedelmet biztosított a stájer vas feldolgozása: 1600 körül a halliak volt Közép-Európa egyik legjelentősebb alabárdkészítői. Az itteni fegyverkovácsok főleg a grazi fegyvertár számára dolgoztak. A napóleoni háborúk során a helységet több alkalommal megszállták az ellenséges csapatok. 
A sós források gyógyító hatását a 19. század elején ismerték fel. 1826-ban megalakult az első kis fürdő. A következő évben vegyelemzésnek vetették alá a forrásvizet és magas jódtartalmat azonosítottak. 1837-ben kiadták az első engedélyeket a gyógykezelésekre, 1855-ben pedig a tartomány átvette a források kezelését és elkezdődött a szanatóriumi kapacitások kiépítése. 1876-ban Hall felvette a Bad Hall nevet. A 19. század végén, sok más gyógyüdülőhelyhez hasonlóan jelentősen nőtt a helyi idegenforgalom, amelyet csak tovább fokozott a vasút (Kremstalbahn) kiépítése 1882-ben. Számos híresség fordult elő az üdülőhelyen. 1880-ban Gustav Mahler itt debütált karmesterként. A világháborúk és a gazdasági válság visszaesést és a vendégek elmaradását hozta magával, de 1948-ban megkezdték a modern fürdőváros kiépítését. 
Bad Hallt a tartományi kormányzat 2001-ben városi rangra emelte. 

## Lakosság
A Bad Hall-i önkormányzat területén 2019 januárjában 5375 fő élt. A lakosságszám 1981 óta gyarapodó tendenciát mutat. 2017-ben a helybeliek 87,6%-a volt osztrák állampolgár; a külföldiek közül 1,9% a régi (2004 előtti), 4,7% az új EU-tagállamokból érkezett. 3,6% a volt Jugoszlávia (Szlovénia és Horvátország nélkül) vagy Törökország, 2,2% egyéb országok polgára volt. 2001-ben a lakosok 76,7%-a római katolikusnak, 10% evangélikusnak, 4,4% mohamedánnak, 6,1% pedig felekezeten kívülinek vallotta magát. Ugyanekkor 3 magyar élt a városban; a legnagyobb nemzetiségi csoportokat a német (92,7%) mellett a törökök (2,3%), a horvátok (2,3%) és a szerbek (1%) alkották.
A népesség változása:

| 2016 | 5 043 |
| 2018 | 5 296 |

## Látnivalók

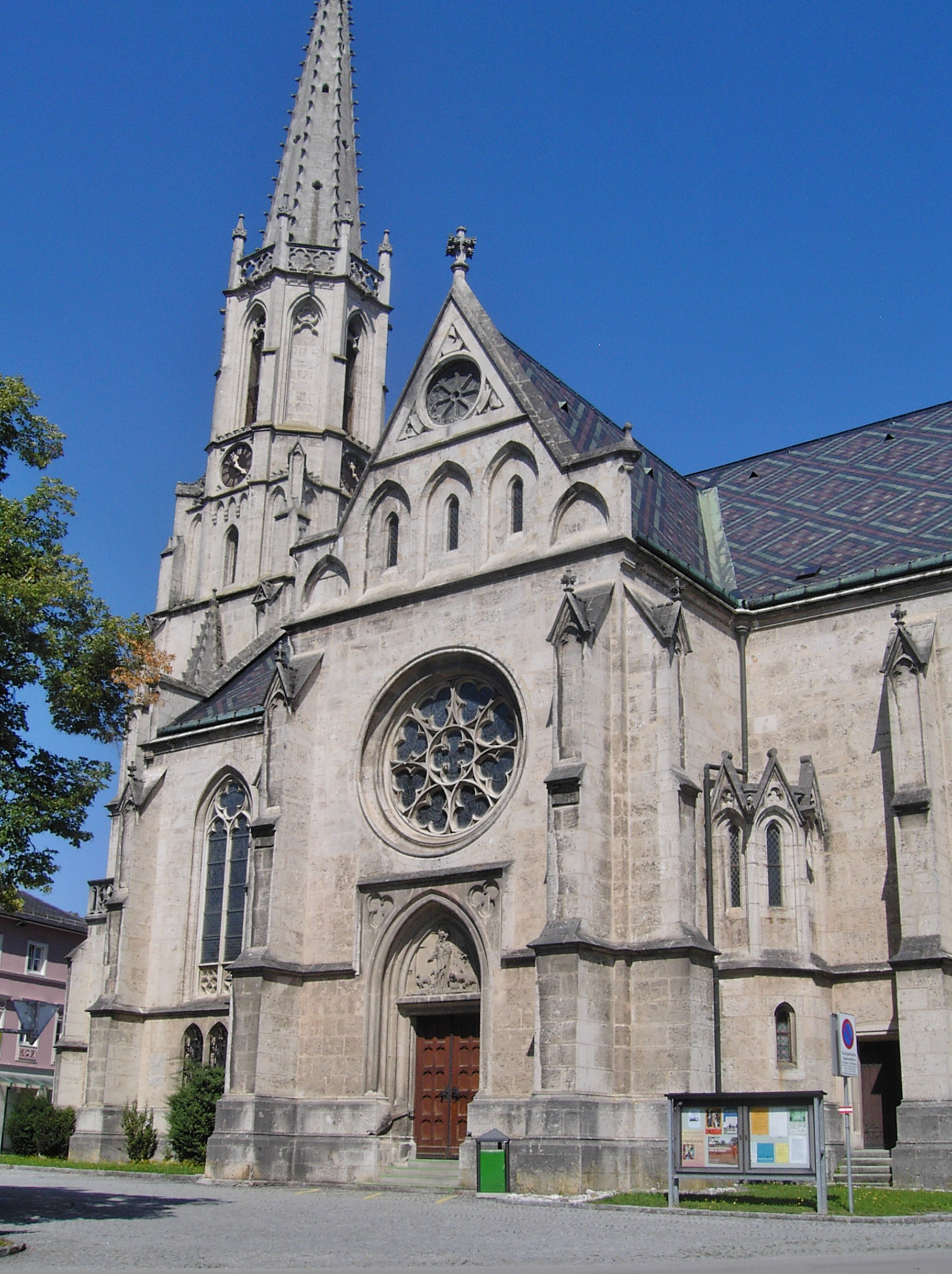
A Szent Megváltó-plébániatemplom

- a Szent Megváltó-plébániatemplom 1888-ban épült neogótikus stílusban
- a Tasziló-forrástemplom
- a Kurhaus (szanatórium)
- a helytörténeti múzeum
- a Landesvilla
- a Villa Rabl
- a Zenepavilon
- a halli kastély
- a Forum Hall három múzeuma (helytörténeti múzeum, ajtómúzeum és kézműves múzeum)
- az Eurotherme Bad Hall fürdőkomplexum

## Testvértelepülések
- Pratovecchio Stia (Olaszország)

## Fordítás
- Ez a szócikk részben vagy egészben  a   Bad Hall című német Wikipédia-szócikk ezen változatának fordításán alapul.  Az eredeti cikk szerkesztőit annak laptörténete sorolja fel. Ez a jelzés csupán a megfogalmazás eredetét és a szerzői jogokat jelzi, nem szolgál a cikkben szereplő információk forrásmegjelöléseként.